# Войцехув (Опольський повіт)
Войцехув (пол. Wojciechów) — село в Польщі, у гміні Лазіська Опольського повіту Люблінського воєводства.
Населення — 133 особи (2011).
У 1975-1998 роках село належало до Люблінського воєводства.

## Демографія
Демографічна структура станом на 31 березня 2011 року:
|          | Загалом | Допрацездатний вік | Працездатний вік | Постпрацездатний вік |
| -------- | ------- | ------------------ | ---------------- | -------------------- |
| Чоловіки | 62      | 12                 | 43               | 7                    |
| Жінки    | 71      | 11                 | 42               | 18                   |
| Разом    | 133     | 23                 | 85               | 25                   |